# George van Tets van Goudriaan
Jhr. mr. George Catharinus Willem van Tets, heer van Oud- en Nieuw Goudriaan (Den Haag, 31 augustus 1882 - Wassenaar, 5 februari 1948) was directeur van het Kabinet der Koningin.

## Familie
Van Tets was lid van de familie Van Tets en mocht de titel "Heer van Oud- en Nieuw Goudriaan" voeren op grond van het familiebezit van twee heerlijkheden in het dorp Goudriaan. Hij was een zoon van jhr. mr. Dirk Arnold Willem van Tets (1844-1930), heer van Oud- en Nieuw-Goudriaan, minister van Buitenlandse Zaken in het kabinet-De Meester en Henriette Marie Sophie barones Schimmelpenninck van der Oye (1856-1925), vrouwe van Heerjansdam.
Hij was een broer van de jong gestorven Willie van Tets (1885-1900) voor wie Pieter Cornelis Boutens (1870-1943) het gedicht Naenia schreef en dat Boutens in druk aan George opdroeg. Beide broers hadden op Instituut Noorthey in Voorschoten gezeten, waar Boutens les gaf.
Op 6 mei 1909 trad hij in het huwelijk met jkvr. Paulina Johanna Gevers (1886-1942), dochter van de burgemeester van Kethel en Spaland, jhr. mr. A.D.Th. Gevers, en jkvr. Anna Cecilia van Haersma de With. Zij overleed in Den Haag op 3 mei 1942. Hij overleed in 1948 op huis Clingendael.
Ze kregen drie kinderen. Hun tweede dochter jkvr. Mary (1914-2009), vrouwe van Heerjansdam, trouwde in 1936 met Freddie baron van Tuyll van Serooskerken (1911-1985), firmant bij Landry & van Till, wonend op Clingendael. Ze kregen vier zonen. Na echtscheiding trouwde zij in 1951 in Londen met mr. Willem Visser (1904-1975), die tot 1948 burgemeester van Den Haag was en gescheiden was van jkvr. Jenny Micheline de Geer (1907-1966). Na het overlijden van Visser hertrouwde zij in 1976 met haar eerste echtgenoot.

## Loopbaan
Van 1907 tot 1909 was Van Tets adjunct-secretaris van de Tweede Vredesconferentie, die door zijn vader als erevoorzitter werd geopend. Vervolgens werkte hij twee jaar op het Ministerie van Buitenlandse Zaken. In 1911 werd hij hoofdcommies op het Kabinet der Koningin, en in 1913 referendaris. In 1921 werd hij directeur, een positie die hij 24 jaar vervulde, tot 1945. Hij was kamerjonker van 1909 tot 1921 en daarna kamerheer van koningin Wilhelmina van 1921 tot zijn overlijden.
George van Tets vergezelde koningin Wilhelmina toen zij op 13 mei 1940 naar Londen ging. Na de oorlog werd hij door de koningin van zijn taak ontheven, net als vele anderen. 
Van Tets was Commandeur in de Orde van de Nederlandse Leeuw.